# David Krummenacker
David Krummenacker (El Paso (Texas), 24 mei 1975) is een Amerikaanse middellangeafstandsloper, die is gespecialiseerd in de 800 m. Hij werd wereldindoorkampioen en viermaal Amerikaanse kampioen (eenmaal outdoor en driemaal indoor). Hij was van 2000 tot 2014 mede-wereldindoorrecordhouder op de 4 x 800 m estafette. 

## Biografie

### Studie en eerste successen
Krummenacker studeerde in 1993 af aan de Las Cruces High School. Hij won hij verschillende staatskampioenschappen en speelde in het basketbalteam. Hierna ging hij naar de Amerikaanse universiteit Georgia Institute of Technology waar hij trainde onder leiding van Alan Drosky. In 1997 won op de Universiteitskampioenschappen de 800 m (indoor). Een jaar later prolongeerde hij deze titel en studeerde hij af met een graad in management.

### Wereldrecord
Op 6 februari 2000 verbeterde hij als slotloper in Boston met zijn teamgenoten Joey Woody, Karl Paranya en Rich Kenah het wereldrecord op de 4 x 800 m estafette naar 7.13,94. Dit record werd verbeterd op 8 februari 2014.

### Hoogtepunt
Bij de Wereldbekerwedstrijden van 2002 in de Spaanse hoofdstad Madrid won hij een bronzen medaille in 1.45,14. Het goud werd ging naar de Spanjaard Antonio Manuel Reina die in eigen land 1.43,83 nodig had en het zilver ging naar de Algerijn Djabir Saïd-Guerni. In dat jaar verbeterde hij ook bij de Boston Indoor Games het Amerikaanse indoorrecord op de 1.000 m naar 2.18,19. Dat jaar behaalde hij op zowel de 800 m als de 1500 m een eerste plaats op de Amerikaanse rankinglijst. Sinds Rick Wohlhuter in 1976 was geen enkele atleet dit meer gelukt.
In 2003 beleefde hij zijn hoogtepunt van zijn sportcarrière. Dankzij een nieuwe trainer, die stuurde op meer kwaliteit en minder kwantiteit, won hij de 800 m op de wereldindoorkampioenschappen in het Engelse Birmingham. Met een indoor PR-tijd van 1.45,69 versloeg hij de tot Deen genaturaliseerde en tevens wereldrecordhouder Wilson Kipketer (zilver; 1.45,87) en de Keniaan Wilfred Bungei (brons; 1.46,54). Dat jaar won hij ook de Amerikaanse indoor- en outdoortitel op deze afstand. Door een hamstringblessure presteerde hij in het outdoorseizoen onder zijn niveau.

### Geen Olympische Spelen
In 2004 miste hij met een vierde plaats bij de olympische selectiewedstrijden op een haar na de Olympische Spelen van Athene. Hij plaatste zich in 2005 wel voor de WK in Helsinki, waar hij in de halve finale van de 800 m sneuvelde met 1.46,76.

## Titels
- Wereldindoorkampioen 800 m - 2003
- Amerikaans kampioen 800 m - 2001, 2002, 2003
- Amerikaans indoorkampioen 800 m - 2003
- NCAA-indoorkampioen 800 m - 1997, 1998

## Persoonlijke records
Outdoor
| Onderdeel   | Prestatie | Datum            | Plaats       |
| ----------- | --------- | ---------------- | ------------ |
| 800 m       | 1.43,92   | 30 augustus 2002 | Brussel      |
| 1000 m      | 2.15,97   | 18 mei 2002      | Portland     |
| 1500 m      | 3.31,93   | 16 juli 2002     | Stockholm    |
| 1 Eng. mijl | 3.54,23   | 25 juli 1998     | Edwardsville |

Indoor
| Onderdeel   | Prestatie | Datum            | Plaats      |
| ----------- | --------- | ---------------- | ----------- |
| 800 m       | 1.45,69   | 16 maart 2003    | Birmingham  |
| 1000 m      | 2.17,86   | 27 januari 2002  | Boston      |
| 1500 m      | 3.39,04   | 1 februari 2003  | Boston      |
| 1 Eng. mijl | 3.58,62   | 7 februari 1998  | Gainesville |
| 2000 m      | 5.06,49   | 14 februari 1999 | Birmingham  |

## Palmares

### 800 m
Kampioenschappen
- 1999: 8e Grand Prix Finale - 1.46,24
- 2002:  Wereldbeker - 1.45,14
- 2003:  WK indoor - 1.45,69

Golden League-podiumplekken
- 2002:  Meeting Gaz de France – 1.44,83
- 2002:  Golden Gala – 1.45,24
- 2002:  Herculis – 1.43,95

1. ↑  https://www.worldathletics.org/records/by-progression/18105?type=2. Gearchiveerd op 17 april 2022.